# Garešnica
Garešnica (mađarski: Gerzence ili Alsógerzence) je grad u središnjoj Hrvatskoj.

## Gradska naselja
Grad Garešnica obuhvaća 23 naselja (stanje 2006.), to su: Ciglenica, Dišnik, Duhovi, Garešnica, Garešnički Brestovac, Gornji Uljanik, Hrastovac, Kajgana, Kaniška Iva, Kapelica, Mala Bršljanica, Mali Pašijan, Malo Vukovje, Rogoža, Tomašica, Trnovitički Popovac, Uljanički Brijeg, Uljanik, Velika Bršljanica, Veliki Pašijan, Veliki Prokop, Veliko Vukovje i Zdenčac.

## Stanovništvo
Po popisu stanovništva iz 2001. godine, područje Grada Garešnice je imalo 11.630 stanovnika.
Do novog teritorijalnog ustrojstva Hrvatske, postojala je bivša velika općina Garešnica, koja je imala sljedeći etnički sastav:
| godina popisa | ukupno | Hrvati           | Srbi           | Jugoslaveni   | ostali        |
| ------------- | ------ | ---------------- | -------------- | ------------- | ------------- |
| 1971.         | 20.691 | 15.806 (76,39 %) | 2917 (14,09 %) | 230 (1,11 %)  | 1738 (8,39 %) |
| 1981.         | 19.093 | 13.669 (71,59 %) | 2122 (11,11 %) | 1850 (9,68 %) | 1452 (7,60 %) |
| 1991.         | 18.442 | 14.297 (77,52 %) | 2058 (11,15 %) | 556 (3,01 %)  | 1531 (8,30 %) |

U samostalnoj Hrvatskoj Grad Garešnica imao je sljedeći etnički sastav:
| godina popisa | ukupno | Hrvati         | Srbi           | Česi         | Mađari       | neizjašnjenih | ostali |
| ------------- | ------ | -------------- | -------------- | ------------ | ------------ | ------------- | ------ |
| 2001.         | 11.630 | 9519 (81,84 %) | 1330 (11,43 %) | 157 (1,34 %) | 113 (0,97 %) | 330 (2,28 %)  |        |
| 2011.         | 10.472 | 8872 (84,72 %) | 1062 (10,14 %) | 147 (1,40 %) | 70 (0,67 %)  | 134 (1,28 %)  |        |

### Garešnica (naseljeno mjesto)
- 2011. – 3784
- 2001. – 4252
- 1991. – 4308 (Hrvati – 3269, Srbi – 503, Jugoslaveni – 212, ostali – 324)
- 1981. – 3731 (Hrvati – 2538, Jugoslaveni – 652, Srbi – 338, ostali – 203)
- 1971. – 3002 (Hrvati – 2375, Srbi – 361, Jugoslaveni – 92, ostali – 174)

## Uprava
Od svibnja 2017. gradonačelnik Garešnice je Josip Bilandžija, član HDZ-a, dok su zamjenici Željko Rijetković i Goran Cupek.

## Povijest
Povijest Grada Garešnice iznimno je bogata, što dokazuje i knjiga Ruže Brleković "Od gara do grada".

## Gospodarstvo
- ciglana Finag
- tvornica rublja Modea Nova
- Žarkovo, prerada i prodaja građevinskog kamena – granita i mramora i stanogradnja, Povelja Bjelovarsko-bilogorske županije 2003.
- Termometal d.o.o., proizvođač i distributer opreme za kućne i industrijske instalacije[5]

## Poznate osobe
- Zvonimir Ferenčić, hrv. glumac (uloga Cinobera u Gruntovčanima, Kubura u Dirigentima i muzikašima, legendarni sinkronizator lika Eustahija Brzića[6]iz istoimenog crtanog filma
- Ivo Robić – pjevač
- Mato Mlinarić – političar
- Vladimir Novotny – diplomirani novinar, književnik i političar
- Milojko Vucelić (Mike Vucelic) – projektni menadžer misije Apollo 11 koja se spustila na Mjesec[7]
- Mato Gereci – slikar
- Darko Kralj – hrvatski paraolimpijac
- Marko Mamić – rukometaš
- Boris Buden – filozof
- Mirko Brusić – artiljerijsko-tehnički pukovnik, predavao balistiku u Vojnoj akademiji i Inžinjerijskoj oficirskoj školi
- Dragan Bublić – književnik i publicist
- Jaroslav Havliček –  strojarski inženjer, sveuč. prof., projektirao i gradio ugljenokope
- Milan Čanković – arhitekt (zgrada PMF-a u Zagrebu i dr.)

## Spomenici i znamenitosti
- Crkva Pohoda Blažene Djevice Marije – jednobrodna građevina, kvadratičnog svetišta zaključenog polukružnom apsidom uz koje je s južne strane sakristija te zvonikom ispred glavnog, zapadnog pročelja[8]

## Obrazovanje
Uz osnovnu školu, Garešnica je oduvijek bila jaka što se tiče srednjoškolskog obrazovanja. Tako u Garešnici možete pohađati nekoliko srednjih škola, i to: opću gimnaziju, turističko-hotelijersku, trgovačku, strojobravarsku i drvnu školu, kao i smjer kuhar i konobar. Do prije nekoliko godina u Garešnici je bila i ekonomska škola, čiji je smjer nažalost zatvoren.
Garešnica se može pohvaliti i uspješnom glazbenom školom.

## Kultura
Gradska zajednica kulturno-umjetničkih udruga osnovana je 2004. godine, a članice su KUD "Graničar", FA "Zdenac", Garešničke Mažoretkinje, Garešničko amatersko kazalište "Diletanti", KUD "Antun Radić" i SKD "Prosvjeta". Zajednica sa svojim članicama organizira razna kulturna događanja u Garešnici i u drugim gradovima (na smotrama i gostovanjima). U gradu djeluje oko 300 amatera u kulturno-umjetničkim udrugama, od folklora, mješovitih pjevačkih zborova, limene glazbe do tamburaške sekcije i kazališta. Najbitnija kulturna ustanova je Hrvatski dom u kojem djeluju četiri kulturno-umjetnička društva. Dom ima veliku i malu dvoranu, koje služe za razna događanja, manifestacije, ali i druženje. Od značenja je i gradska galerija, otvorena 2000. godine. 
U Garešnici se svake godine održava manifestacija pod pokroviteljstvom Krugovalne postaje Garešnica pod nazivom "Gariglazbijada", gdje mnoge zvijezde hrvatske estrade dolaze zabavljati publiku.
Također se svake godine održava i jedinstveni u Hrvatskoj rally starih traktora u organizaciji oldtimer kluba "Kurbla" iz Garešnice.
Zbor osnovne škole Garešnica pod vodstvom Branka Medveda iza sebe ima više uspjeha u natjecanjima; što u županijskim, što u državnim.

## Šport
U Garešnici djeluje nogometni klub "Garić" i rukometni klub "Garešnica", čiji najveći uspjeh je bio plasman 2016. godine u Prvu hrvatsku ligu – Sjever.

## Vanjske poveznice
- Službene stranice grada Garešnica
- Info portal Grada Garešnice – Krugoval i GARNET
- Stranica Udruženja obrtnika Garešnica  Arhivirana inačica izvorne stranice od 8. kolovoza 2018. (Wayback Machine)